# Wahlbezirk Steiermark 21
Der Wahlbezirk Steiermark 21 war ein Wahlkreis für die Wahlen zum Abgeordnetenhaus im österreichischen Kronland Steiermark. Der Wahlbezirk wurde 1907 mit der Einführung der Reichsratswahlordnung geschaffen und bestand bis zum Zusammenbruch der Habsburgermonarchie.

## Geschichte
Nachdem der Reichsrat im Herbst 1906 das allgemeine, gleiche, geheime und direkte Männerwahlrecht beschlossen hatte, wurde mit 26. Jänner 1907 die große Wahlrechtsreform durch Sanktionierung von Kaiser Franz Joseph I. gültig. Mit der neuen Reichsratswahlordnung schuf man insgesamt 416 Wahlbezirke, wobei mit Ausnahme Galiziens in jedem Wahlbezirk ein Abgeordneter im Zuge der Reichsratswahl gewählt wurde. Der Abgeordnete musste sich dabei im ersten Wahlgang oder in einer Stichwahl mit absoluter Mehrheit durchsetzen. Der Wahlkreis Steiermark 21 umfasste folgende Gerichtsbezirke:
- Fürstenfeld, (ohne die Gemeinden Fürstenfeld und Burgau, siehe Wahlbezirk Steiermark 8)
- Feldbach (ohne die Gemeinden Feldbach, Gleichenberg Kurort und Gnas, siehe Wahlbezirk Steiermark 8)

Bei der Reichsratswahl 1907 setzte sich der deutsch-konservative Politiker Franz Wagner im ersten Wahlgang durch. Bei der Reichsratswahl 1911 konnte Wagner sein Mandat erfolgreich verteidigen.

## Wahlergebnisse

### Reichsratswahl 1907
Die Reichsratswahl 1907 wurde am 14. Mai 1907 (erster Wahlgang) durchgeführt. Die Stichwahl entfiel auf Grund der absoluten Mehrheit für Franz Wagner im ersten Wahlgang.
| Kandidat                                                                    | Partei                                     | Wahlkreisstimmen | Prozent |
| --------------------------------------------------------------------------- | ------------------------------------------ | ---------------- | ------- |
| Franz Wagner                                                                | deutsch-konservativer Kandidat             | 6300             | 86,7 %  |
| Adolf Czeike                                                                | Deutscher Agrarier/Christlicher Bauernbund | 800              | 11,0 %  |
|                                                                             | Sozialdemokratische Arbeiterpartei         | 123              | 1,7 %   |
|                                                                             | Sonstige Parteien                          | 46               | 0,6 %   |
| Wahlberechtigte: 9588, Ungültige/Leere Stimmen: 41, Wahlbeteiligung: 76,2 % |                                            |                  |         |

### Reichsratswahl 1911
Die Reichsratswahl 1911 wurde am 13. Juni 1911 (erster Wahlgang) durchgeführt. Die Stichwahl entfiel auf Grund der absoluten Mehrheit für Wagner  im ersten Wahlgang.
| Kandidat                                                                    | Partei                             | Wahlkreisstimmen | Prozent |
| --------------------------------------------------------------------------- | ---------------------------------- | ---------------- | ------- |
| Franz Wagner                                                                | Christlichsoziale Partei           | 4298             | 96,2 %  |
| Weixelberger                                                                | Sozialdemokratische Arbeiterpartei | 102              | 2,3 %   |
|                                                                             | Sonstige Parteien                  | 66               | 1,5 %   |
| Wahlberechtigte: 9622, Ungültige/Leere Stimmen: 33, Wahlbeteiligung: 46,7 % |                                    |                  |         |